# در حضور یک دلقک
در حضور یک دلقک (سوئدی: Larmar och gör sig till) فیلمی به کارگردانی اینگمار برگمان محصول تلویزیون سوئد است که در سال ۱۹۹۷ منتشر شد. از بازیگران آن می‌توان به ارلاند یوسفسن، پتر استورماره، آنگنیه‌تا ایکمانر و اینگمار برگمان اشاره کرد.